# 마이클 D. 거숀
마이클 D. 거숀(Michael D. Gershon, 1938년 ~ )은 컬럼비아대학 해부학과에 재직 중인 신경생물학자이자 교수이다. 책 제2의 뇌의 저자이다.
코넬대학에서 의학박사 학위를 취득했으며 현대 신경위장관학의 대부로 통한다. 우리 몸에는 소화 기관을 따라 약 100미터에 이르는 신경계가 존재하고 이는 식도에서 항문까지 뻗쳐 있다. 거숀 박사는 이 소화 기관 신경계에서 세로토닌이라고 하는 신경전달 물질이 핵심적인 역할을 한다는 것을 밝혔다. 또한 약물 혹은 우리가 먹는 음식, 기호식품이 소화 기관의 신경계와 어떤 상호 작용을 하고 있는지를 꾸준히 연구하고 있다. 소화관에 관한 시를 쓰기도 했다.

## 같이 보기
- 궤양성 대장염